# Босна (рид)
Вижте пояснителната страница за други значения на Босна.
Босна е най-северният планински рид на Странджа, разположен изцяло на територията на България в Област Бургас.
Ридът се простира от запад на изток на около 65 km, а ширината му достига до 25 km. Разположен е между долините на реките Велека на юг и Факийска река на запад. На север склоновете му плавно се спускат към Бургаската низина, а на изток достигат до черноморското крайбрежие. Като части от рида се смятат и северните му разклонения – рида Росен баир и Медни рид и изолираното възвишение Китка.
Билото му е плоско и слабо нахълмено с надморска височина 350 – 450 m, над което се издигат ниски заоблени върхове. Най-високата му точка връх Папия (501,4 m) се издига в най-източната му част, на 2,3 km северно от село Бродилово. Други по-изразителни върхове са: Енихчиите (491,6 m, на 2 km югоизточно от село Варовник), Свети Илия (461,3 m, в централната му част), Босна (453,9 m, на 2 km северно от село Бяла вода) и др. Изграден е предимно от варовици, пясъчници и пирокластични материали. В северна му част (в Медни рид) се разработват находища на медни руди. Климатът е преходносредиземноморски. От рида водят началото си десните притоци на Факийска река – Даръдере и др., реки вливащи се директно в Черно море – Изворска река (влива се в Мандренското езеро), Ропотамо, Дяволска река, Китенска река (Караагач) и др. и малки леви притоци на река Велека. Почвите са канелени горски, жълтоземни подзолисти, лесивирани и планосоли. Покрит е с гъсти широколистни гори, като преобладават: дъб, източен бук, лавровишна и странджанска зеленика, а от животинските видове са разпространени дива свиня, благороден елен, чакал.
Във вътрешността на рида и по неговите склонове са разположени 28 села: Близнак, Богданово, Бродилово, Българи, Бяла вода, Варвара, Варовник, Велика, Визица, Вършило, Габър, Граматиково, Евренозово, Заберново, Звездец, Зидарово, Изгрев, Индже войвода, Калово, Кондолово, Кости, Крушевец, Младежко, Ново Паничарево, Писменово, Тракийци, Фазаново и Ясна поляна.
През рида Босна преминават участъци от 4 пътя от Държавната пътна мрежа:
- От север на юг, между село Крушевец и мостът на река Велека, на протежение от 29,2 km ридът се пресича от участък от първокласен път № 9 ГКПП „Дуранкулак“ – Варна – Бургас – ГКПП „Малко Търново“;
- В източната му част, от североизток на югозапад, от град Царево до моста на река Велека, на протежение от 39,2 km ридът се пресича от участък от второкласен път № 99 Бургас – Приморско – Царево – Малко Търново;
- По билото на рида, в централната му част, на протежение от 25,5 km преминава изцяло третокласен път № 907;
- По билото на рида, в западната му част, на протежение от 29 km преминава участък от третокласен път № 908.

По билото на Босна е минавала част от границата между Източна Румелия и Османската империя от 1878 до 1908 и между България и Османската империя от 1908 до 1913 година.
Голяма част от рида (основно южната) попада в природния парк „Странджа“. В него са разположени и няколко биосферни резервата и защитени местности: „Силкосия“ (северно от село Кости), „Тисовица“ (в североизточните му склонове), „Парория“ (между селата Заберново и Калово), „Тясна река“ (южно от село Вършило) и „Раков дол“ (по долината на Факийска река).
В най-западната му част, на около 4 km източно от село Голямо Буково е разположен Голямобуковският манастир.

## Топографска карта
- Лист от карта K-35-67. Мащаб: 1 : 100 000.
- Лист от карта K-35-68. Мащаб: 1 : 100 000.